# El-Ferdan-Brücke
Die El-Ferdan-Brücke (auch: al-Firdan-Brücke, arabisch كوبري الفردان Kūbrī al-Firdān) über den Suezkanal in Ägypten ist die längste Drehbrücke der Welt. Sie ist nach der El-Ferdan-Ebene benannt. Die 2001 eröffnete Brücke wurde durch eine gleich große Brücke über die neue zweite Fahrrinne des Suezkanals ergänzt, die 2023 eröffnet wurde.

## Geografische Lage
Die Brücken liegen ca. 12 km nördlich von Ismailia. Die neue Brücke liegt 1 km östlich der bisherigen Brücke. Beide Fahrrinnen des Suezkanals sind an dieser Stelle 320 m breit und 27 m tief. Wegen dieser Tiefe wäre eine Untertunnelung des Kanals zu aufwendig gewesen.

## Geschichte

### Brücke über den alten Suezkanal
Die erste Brücke über den Suezkanal wurde im Ersten Weltkrieg im April 1918 eröffnet, später aber, als den Schiffsverkehr störend, wieder abgetragen. Ein Trajekt verband im Eisenbahnverkehr, eine Fähre im Straßenverkehr die beiden Ufer des Kanals. An der Stelle der jetzigen Brücke wurde im Zweiten Weltkrieg 1942 aus militärstrategischen Gründen wieder eine Brücke, eine erste Drehbrücke, errichtet. Nach einer Havarie mit einem Dampfschiff 1947 wurde dieses militärische Provisorium wieder abgetragen. Eine neue Drehbrücke wurde 1954 eröffnet, jedoch durch britisch-französische Luftangriffe im Suezkrieg im Oktober 1956 unbrauchbar. Die 1963–1965 neu erbaute Drehbrücke schuf wieder eine feste Verbindung, wurde dann aber 1967 im Sechstagekrieg zerstört.
Ersatz wurde erst durch die heutige ältere der beiden Brücken geschaffen, die von 1996 bis 2001 von einem Konsortium aus den Firmen ThyssenKrupp Stahlbau, Krupp Fördertechnik (beide heute SEH Engineering), Orascom und Besix unter der Federführung von ThyssenKrupp Stahlbau gebaut wurde. Sie wurde am 14. November 2001 durch den damaligen Staatspräsidenten, Husni Mubarak, eröffnet. Die Brücke wird von den Ägyptischen Staatsbahnen betrieben. Sie verband eingleisig die Sinai-Bahn östlich des Suezkanals mit dem übrigen ägyptischen Eisenbahnnetz und bot zugleich eine zweispurige Straßenverbindung über den Kanal.
Durch den Bau der zweiten Fahrrinne des Suezkanals in den Jahren 2014/2015 wurde die Verbindung zunächst unterbrochen. Die Brücke wurde dauerhaft für den Schiffsverkehr geöffnet.

### Brücke über die neue Fahrrinne
Im Oktober 2018 schloss das ägyptische Verteidigungsministerium mit dem chinesischen Chengou Design and Research Institute (CDI) einen EPC-Vertrag für eine gleich große Brücke in ähnlicher, aber zweigleisiger Ausführung und die Verstärkung der existierenden Brücke für den zweigleisigen Verkehr. Im Dezember 2018 begann CDI mit den chinesischen Firmen CMBD, SINOMA und SRBG mit den Bauarbeiten. Das spanische Ingenieurbüro Arenas & Asociados war der Prüfingenieur. Im Januar 2020 wurden die ersten Stahlelemente aus China angeliefert. Im November 2021 wurden die Tests für die Inbetriebnahme erfolgreich durchgeführt. Im Oktober 2023 informierte die ägyptische Eisenbahnbehörde (Egyptian Railway Authority) über die Fertigstellung der Brücke und den Abschnitt Ferdan–Bʾir al-ʿAbd der Sinai-Bahn.

## Technische Parameter
Die Brücke besteht aus zwei horizontal drehbaren Fachwerkkonstruktionen von je 320 m Länge und einer Breite von 12,6 m. Insgesamt hat die Brücke ein Gewicht von 13.200 Tonnen, davon 10.500 Tonnen Stahl. Das Tragwerk besteht aus 60 m hohen Pylonen, die auf einem Drehkranz mit einem Außendurchmesser von 17,10 m stehen und an denen die Kragarme aufgehängt sind. Die Fahrbahn befindet sich 15 m über dem Wasserspiegel des Kanals. Die Kragarme sind kanalseitig 170 m, landseitig 150 m lang. Der kürzere Kragarm ist mit einem Gegengewicht versehen.
Der Schwenkvorgang um 90 Grad dauert etwa 15 min. Der landgebundene Verkehr wird für etwa drei bis vier Stunden freigegeben.